# 立川氏
立川氏（たちかわし / たてかわし）は武蔵七党のひとつとされる西党に属する地方豪族。中世においては立河と書くことが多く、読みも「たてかわ」としていたようである。平安時代から戦国時代末期まで東京都立川市の南部を支配した。なお、児玉党に属す一族もあった。祖は立河宗恒。

## 略史
- 平安時代　宗家である西氏の対岸に位置する、立川南部の地頭となる。
- 鎌倉時代 『吾妻鏡』に立河氏の記載。また宝治合戦で戦死者を出したとされる。
- 1353年　普済寺を建立する。
- 1430年頃　永享の乱等の戦乱により、衰退する。
- 1455年　分倍河原の戦い (室町時代)で立河原合戦が起きた。享徳の乱が始まった。
- 1504年　立河原の戦いが起きる。長享の乱の事実上の決戦であった。
- 1550年頃　立川南部の支配を回復する。なおこの頃河越城の戦いで、後北条氏が勝利した。
- 1590年　後北条氏の滅亡により、八王子城下の立川氏は改易となる。

　　　　　　　一説によると、徳川幕府により水戸藩への奉公を命ぜられ、移住したとされる。

## 関連寺院
- 普済寺 立川氏の館跡とも言われる。国宝六面石幢で有名。
- 昭島市福厳寺 立川氏一族居住せし跡也とあり。中野氏など一派一族の菩提寺。近辺には田村氏、中野氏など西党に属した名前が多々見受けられる。